# Explotación pesquera

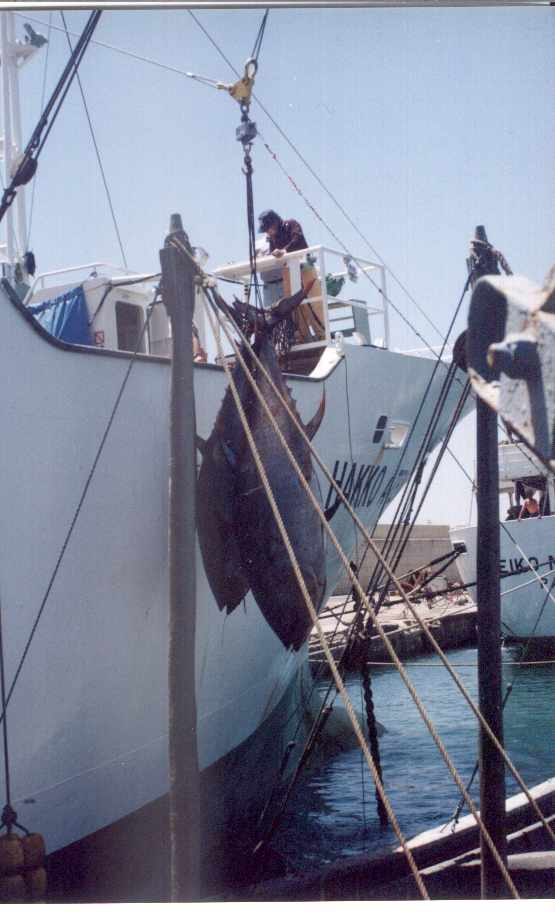
Buques factoría
(almadraba de Barbate).

Las explotaciones pesqueras o pesquerías son los esfuerzos organizados para capturar peces u otras especies acuáticas mediante la pesca. Generalmente las pesquerías tienen por objeto la obtención de recursos alimenticios para su comercialización. En la pesca industrial se buscan también subproductos como aceites y harinas que no van destinados al consumo humano directo.
Sin importar el destino de las capturas, el término pesquería se refiere al esfuerzo pesquero realizado en una región determinada o sobre una especie en particular, usándose indistintamente ambos criterios para definirlas. Se habla por ejemplo de las pesquería de salmón en Alaska, la pesquería de merluza del Atlántico, las pesquerías de atún del Pacífico, etc. La mayor parte de las pesquerías son marinas y basadas cerca de las costas. Esto último se debe a que en general las aguas que se extienden sobre la plataforma continental desde las costas, son más ricas en fauna gracias a una mayor disponibilidad de nutrientes, provenientes del continente o de fenómenos de surgencia.
Son innumerables las actividades relacionadas con la pesquería, desde los equipos y embarcaciones utilizadas en la captura específica de cada conjunto de recursos, pasando por su almacenaje durante la travesía, manejo hacia muelles y contenedores, almacenamiento en tierra, procesamiento de los productos, embalaje y finalmente consumo.
Dependiendo del mercado que se busca, se utilizan diferentes métodos de pesca pues la eficiencia en la captura de peces puede variar dependiendo del sistema implementado: arrastre, línea, acuicultura, etc.

## Historia de las pesquerías
Han jugado un rol importante en las diferentes sociedades humanas y como fuente de alimento a través de la historia. Han formado parte de culturas y mitologías, como base de identidad y objeto de representaciones artísticas. En parte, esto se debe a que están irremediablemente ligadas a nuestra fascinación por el mar y por su incontestable importancia como recurso para diversas comunidades en la historia.
Uno de los intercambios comerciales más antiguos y duraderos ha sido el del comercio de pescado seco (normalmente bacalao y en menor medida merluza) de la región de Lofoten hacia el sur de Europa: Italia, España y Portugal. El comercio de la merluza se originó durante el periodo vikingo o quizá un poco antes, estando vigente durante más de 1000 años hasta nuestros días.
En la India, los pandyas, un reino Tamil dravídico, fueron conocidos por las pesquerías de perlas desde el s.I a. C. Su puerto faro, Tuticorin era famoso por sus pesquerías profundas de madreperlas y por los paravas, inventores del catamarán. Gracias al comercio de perlas, sus conocimientos en navegación y sus pesquerías, la comunidad era una de las más prósperas y valiosas.

## Las explotaciones en la actualidad
Actualmente, las pesquerías basan sus capturas en un 90% pescado marítimo y un 10%  pescado dulce-acuícola. Se estima que constituyen el 16% del consumo mundial de proteínas, siendo esta proporción considerablemente más elevada en algunas naciones en desarrollo y en regiones muy dependientes de los recursos marinos. Las pesquerías representan una gran parte del comercio global y representan la forma de sustento de millones de personas y siguen revistiendo importancia cultural para muchas comunidades. Países como China, Estados Unidos y Japón entre otros, suman gran parte de la explotación de este recurso por la creciente demanda del negocio y posterior mejoramiento de equipos. 
De acuerdo al reporte mundial sobre el estado de las pesquerías y la acuicultura 2020 (publicado por la FAO, en el año 2021), el total mundial de capturas fue de 179 toneladas, siendo 156 millones de estas destinadas a consumo humano directo. Los 10 primeros países en cuanto a volumen de producción fueron en orden la República Popular China (excluyendo a Hong Kong y Taiwán), Perú, Japón, los Estados Unidos de América, Chile, Indonesia, Rusia, India, Tailandia, Noruega, Dinamarca e Islandia. Estos países representan más de la mitad de la producción mundial y solamente China representa un tercio de la producción mundial. La corriente de Humboldt en Ecuador, Perú y Chile es el «área pesquera más productiva del planeta».

## Métodos
Los métodos de pesca varían de acuerdo a la región, la especie explotada, la capacidad económica y tecnológica de los pescadores. Una pesquería puede ser una actividad de un solo hombre con un bote y nasas de uso manual, hasta una flota de barcos pesqueros y factorías flotantes capaces de procesar toneladas de pescado cada día. Algunas de las técnicas comerciales más comunes hoy en día son la pesca de arrastre, las almadrabas, los palangres y las redes agalleras.

## Pesquerías importantes
Existen varias pesquerías de importancia mundial para diversas especies de peces, moluscos y crustáceos. Sin embargo una cantidad muy limitada de especies componen los volúmenes más importantes de las pesquerías mundiales. Entre ellas están las pesquerías de arenque, merluza, sardina, atún, rodaballo, lisa, calamar, gamba, salmón, cangrejo, langosta, ostra y vieiras. Todas excepto las últimas cuatro que representan una captura global por encima del millón de toneladas en 1999, y tan solo el arenque y las sardinas constituyeron un volumen de captura de más de 22 toneladas métricas en 1999. Muchas otras especies son explotadas en pesquerías locales o globales pero representan volúmenes de captura considerablemente más bajos.

## Las pesquerías como ciencia
La ingeniería pesquera es la disciplina académica que se encarga del estudio y la gestión de las pesquerías. Se fundamenta en disciplinas tan variadas como la biología, la ecología, la oceanografía, la economía y la administración con el fin de obtener un entendimiento integral de las pesquerías. El objetivo es la gestión de las actividades de extracción, conservación, transformación y comercialización de los recursos de origen hidrobiológico. Además, procesar esos recursos para lograr un equilibrio entre el máximo de producción, la calidad y la conservación del recurso pesquero; investigar y crear mejores métodos de producción y procesamiento de los recursos pesqueros.

## Problemática de las pesquerías modernas

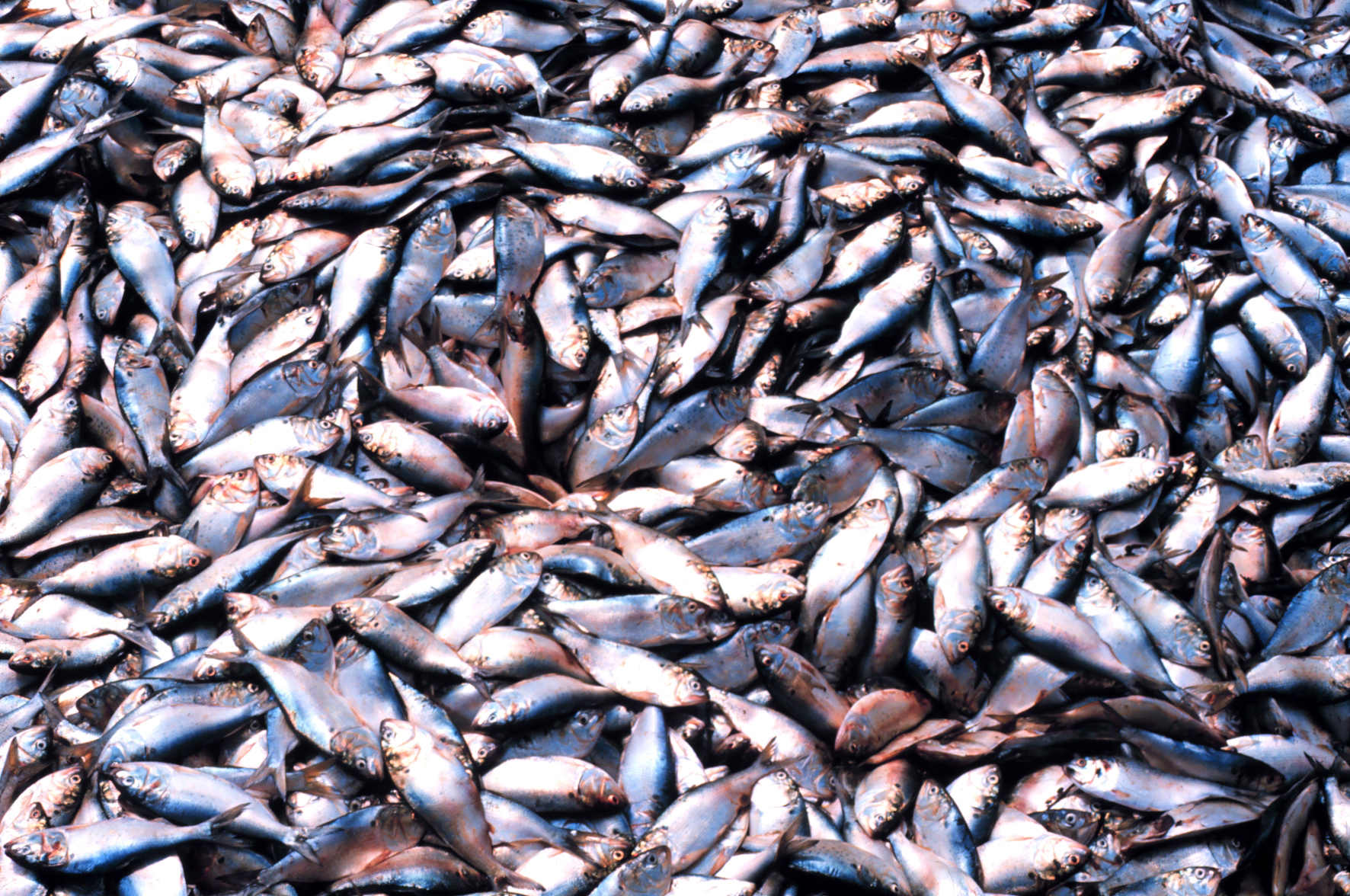
Pesquería de sábalo atlántico (Brevoortia tyrannus)

Considerando la importancia de las pesquerías, el desarrollo tecnológico actual y su impacto directo sobre el recurso; existe una preocupación creciente por la forma en que se desarrollan y sus implicaciones sobre el medio marino. Los dos aspectos más sensibles son la disponibilidad misma del recurso pesquero (sobrepesca, pesquerías sostenibles y gestión pesquera) y el impacto directo e indirecto sobre el medio ambiente de muchas de las técnicas empleadas actualmente (capturas accidentales, pesca fantasma degradación de los fondos, etc).
Existe una disparidad cada vez mayor entre el volumen de recurso explotable, la capacidad técnica de explotación y la demanda del recurso pesquero. Esto a menudo crea tensiones entre los pescadores y la comunidad científica o los organismos de gestión. La necesidad de asegurar la sostenibilidad de algunas pesquerías hace que se implementen medidas como las vedas o las áreas marinas protegidas que pueden ser muy controvertidas. A esto hay que añadir la complejidad política y legal de las áreas marinas, que hacen más difícil la coordinación de esfuerzos de conservación y equitabilidad. Sin embargo se han dado pasos conciliadores y positivos hacia un manejo serio, racional y ambientalmente seguro de las pesquerías que de mantenerse y promoverse pueden garantizar la continuación de la actividad.

## Sobrepesca

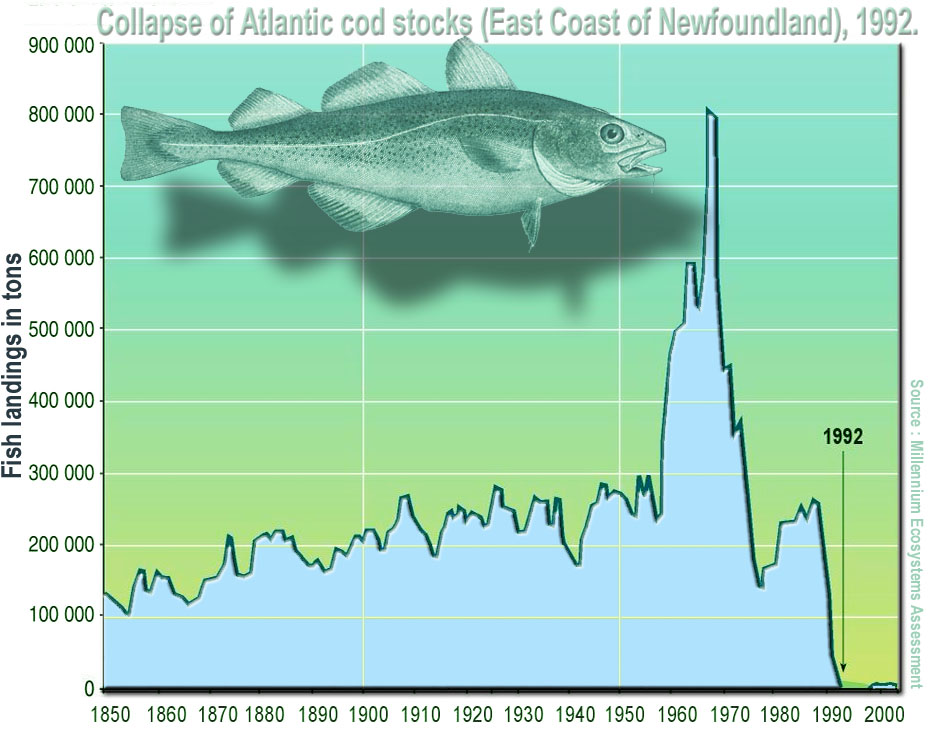
El bacalao atlántico (Gadus morhua) fue gravemente sobreexplotado en el Atlántico norte (especialmente en Terranova) durante la década de 1970 y 1980, lo que provocó su colapso a partir de 1992.

La sobrepesca es el resultado de la explotación desmedida de recursos marítimos. Dicho fenómeno empezó en el siglo XIX con la captura de ballenas con el fin de extraer su grasa para iluminar grandes ciudades. Por otro lado, el bacalao y las sardinas estuvieron al borde de su extinción en el siglo XX. Al ser un negocio muy lucrativo, muchos países decidieron invertir en pesquerías para lograr una pesca industrial con el fin de reducir costes, presentando precios asequibles para las poblaciones. De esta manera, poco a poco las pesquerías tradicionales salen del mercado. A medida que las poblaciones de peces se van acabando, las pesquerías se adentran en zonas más alejadas y profundas. Según la revista Science, de mantenerse los niveles actuales de pesca, los peces llegarán a su extinción en el año 2048.
La instalación de una pesquería debe contar con unos estudios completos de los diferentes factores que pueden afectar el resultado financiero de la misma. Estos estudios deben evaluar, entre otros los siguientes aspectos:
1. Distribución del recurso que se desea explotar. Pudiendo existir cierta abundancia de algún espécimen, si la distribución del mismo se da demasiado alejada de la costa, solamente se deberá tener en cuenta en casos de volúmenes muy altos ya que el envío de embarcaciones de pequeño calado no es rentable para grandes distancias.
2. Patrones de comportamiento. Un desconocimiento del comportamiento de las especies puede llevar a la pérdida financiera onerosa, como podría darse en el caso del salmón durante el desove, el cual se lleva a cabo en el río en donde nació. Cuando ha finalizado la puesta, se inicia un proceso de envejecimiento muy rápido que lo hace inservible como recurso de explotación.
3. Materiales y sistemas. Las redes que son adecuadas para ciertos tipos de pesca, son totalmente inadecuadas en otros. Una mala selección de los implementos o procesos, produce resultados catastróficos.

## Factores de seguimiento
Como en todas las industrias, la pesquería tiene factores de crecimiento que van de la mano de los recursos disponibles. Se debe tener en cuenta la situación del personal que trabaja en la captura, ya sea esta de subsistencia o industrial ya que una dependencia muy grande de la pesca artesanal deja libres demasiados factores aleatorios. Se deben desarrollar los mecanismos para pasar a la pesca industrial en el menor tiempo posible.
A medida que la pesquería crece, se agregan nuevas necesidades, ya que el mercado se amplía y pasa de abastecer a la comunidad cercana a los mercados más alejados y esto conlleva a la especialización de productos, al montaje de cadenas de procesamiento mayores y a la aplicación de los mercados de distribución.
El tipo de procesamiento que requiere cada producto también es responsable del mayor o menor crecimiento del mercado y la producción. Procesamientos complicados o costosos como la congelación el cual, para volúmenes pequeños se hace mediante neveras o con hielo, deberá efectuarse con gases licuados y adicionalmente se debe tener suficiente cantidad de contenedores para el transporte.
Todos los factores enumerados llevan a una especialización muy importante, hasta llegar al caso de la explotación de la anchoveta del Perú, cuyas factorías no procesan ninguna otra clase de recurso.
Finalmente, se puede decir que la base de una pesquería es el recurso que se va a explotar, y que la distribución y manejo de este, establecen los sistemas de pesca, cuya dimensión marca las variaciones del volumen de la captura y, por lo tanto, el alcance de la industria.